# Disease management
Disease management (Sjukdoms-hantering) definieras som "ett system med koordinerade vårdinterventioner och kommunikation för befolkningar med tillstånd där egenvård har betydelse". 
Målet är att minska sjukvårdskostnader och förbättra livskvaliteten för individer genom att minska sjukdomens negativa sidor genom integrerade åtgärder, oftast för kroniskt sjuka människor.
Konceptet med disease management har vuxit fram i det försäkringsbaserade ersättningssystemet i USA där skenande kostnader uppmärksammades tidigt.  Metoden bygger på att identifiera de kroniskt sjuka patienter som löper störst risk att bli högkonsumenter och profylaktiskt ge rådgivning, undervisning och motivationsstöd. Vanliga sjukdomar där disease management program erbjuds är Hjärtsvikt, Diabetes, KOL, Hypertoni och Fetma.